# Borzas havasszépe
A borzas havasszépe vagy molyhos havasszépe (Rhododendron hirsutum) a hangavirágúak (Ericales) rendjébe, ezen belül a hangafélék (Ericaceae) családjába tartozó faj.

## Elterjedése
A borzas havasszépe a Középső- és a Keleti-Alpok, valamint az egykori Északnyugat-Jugoszlávia hegyvidékein honos; a Jura hegységben és a Nyugati-Kárpátokban megtelepítették. A következő országokban található meg: Ausztria, Franciaország, Horvátország, Németország, Olaszország, Szlovénia és Svájc.

## Megjelenése
A borzas havasszépe örökzöld, 30-100 centiméter magas, felálló vagy felemelkedő szárú cserje. Dúsan elágazik, és sűrűn egyenletesen leveles. Ágainak kérge szürkésbarna, a fiatal hajtások szőrösek. A rövid nyelű, vaskos, bőrnemű levelek szórtan állnak, alakjuk elliptikus vagy fordított tojásdad. Hosszuk 2-3 centiméter, felül fénylő világoszöldek, élükön hosszú serteszőröktől pillásak. Az élénk világospiros virágok hármasával-tízesével rövid, végálló sátorvirágzatban nyílnak.

## Életmódja
A borzas havasszépe mészkedvelő növény, ritkás, napfényes erdőkben és cserjésekben, törmelékes lejtőkön, sziklás hegyoldalakon él, üde, meszet is tartalmazó, köves talajokon, a fagyhatár felett, az Alpokban 2500 méter magasságig. A szélvédett területet keresi.
A virágzási ideje május–július között van, de néha szeptemberig is virágzik.

## Hibridei
- Rhododendron × intermedium = Rhododendron ferrugineum L. × Rhododendron hirsutum L.
- Rhododendron × myrtifolium = Rhododendron hirsutum L. × Rhododendron minus Michx.
- Rhododendron × pallidum

## Képek

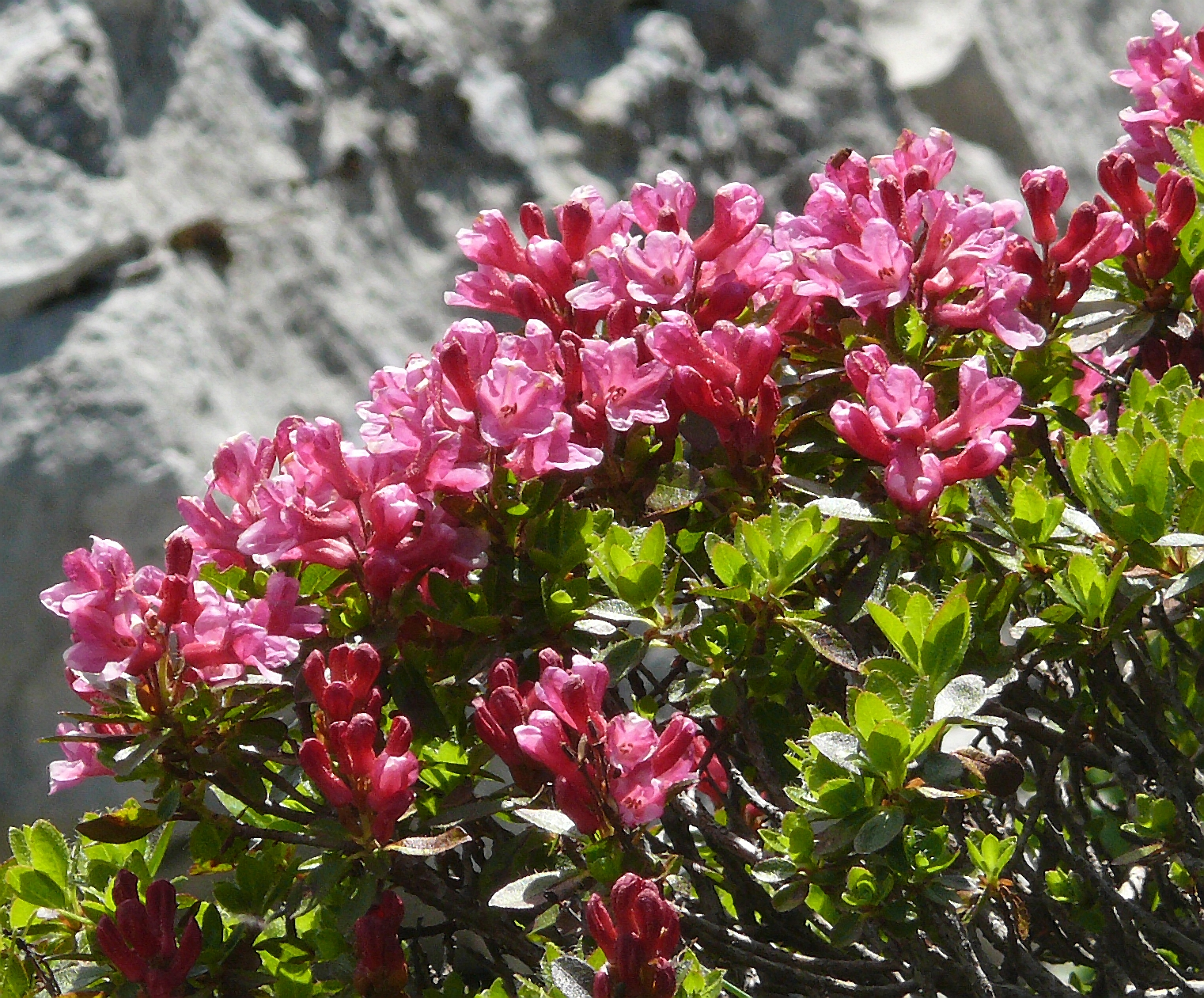
a növény
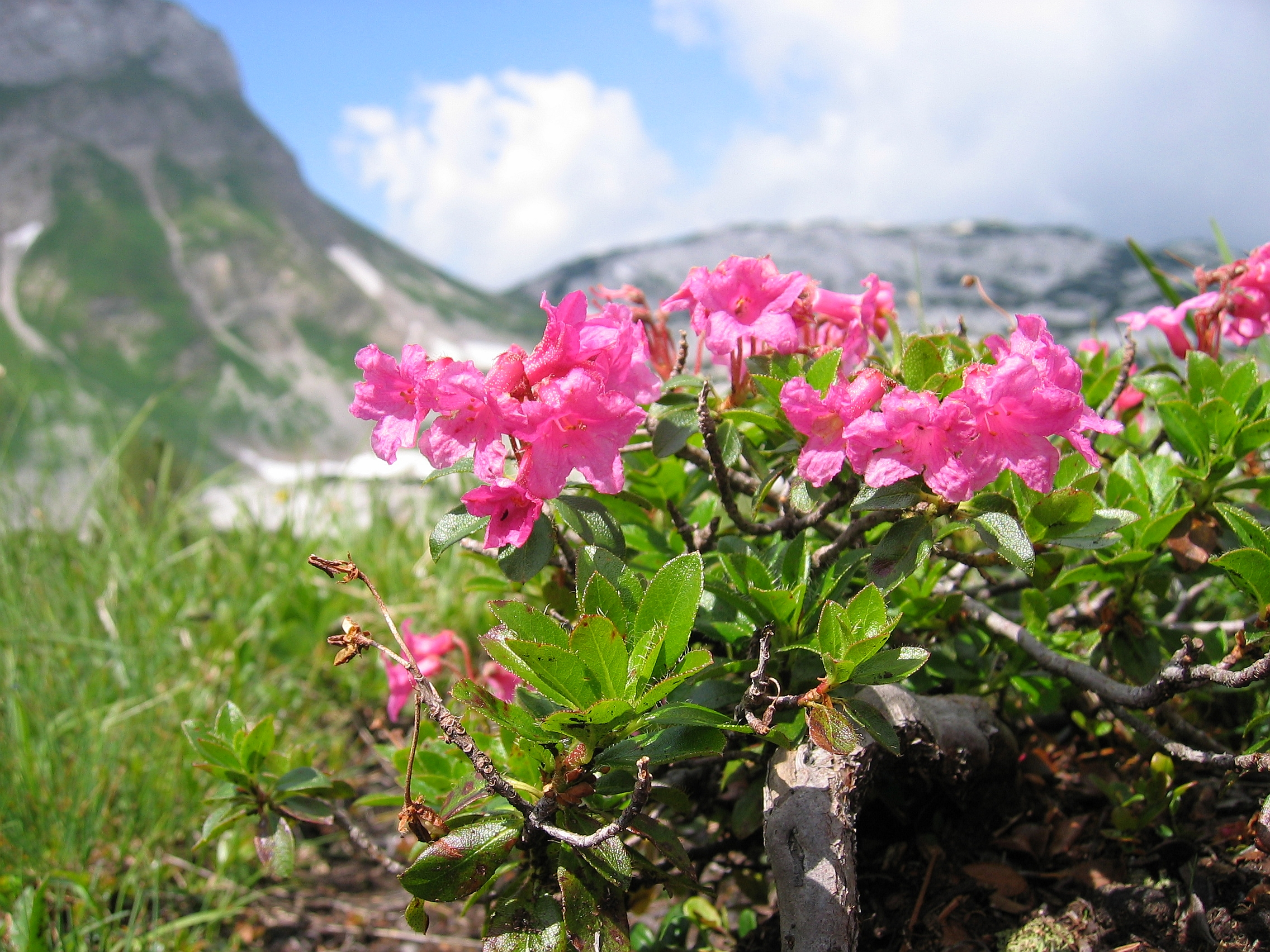
a természetes
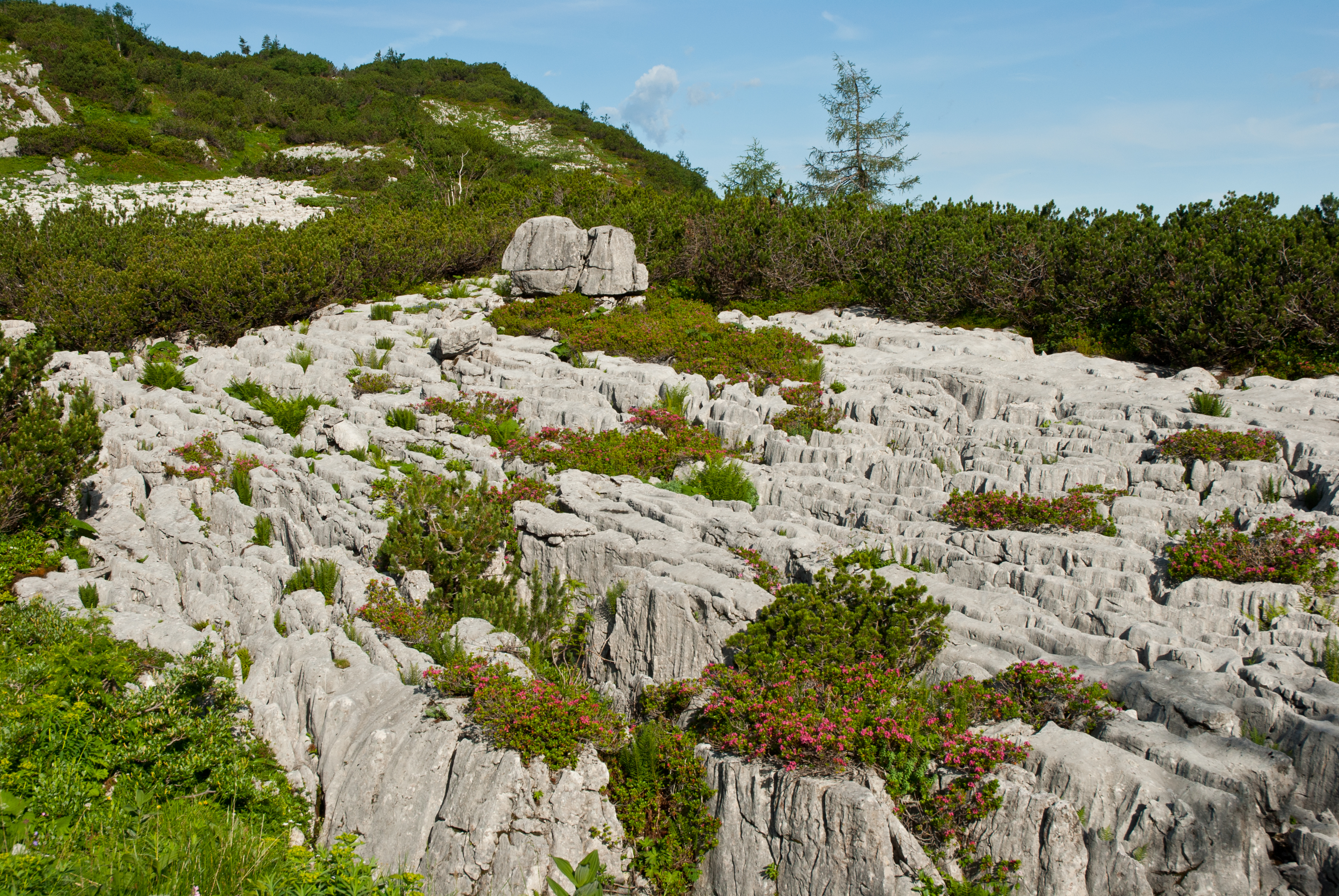
élőhelyén
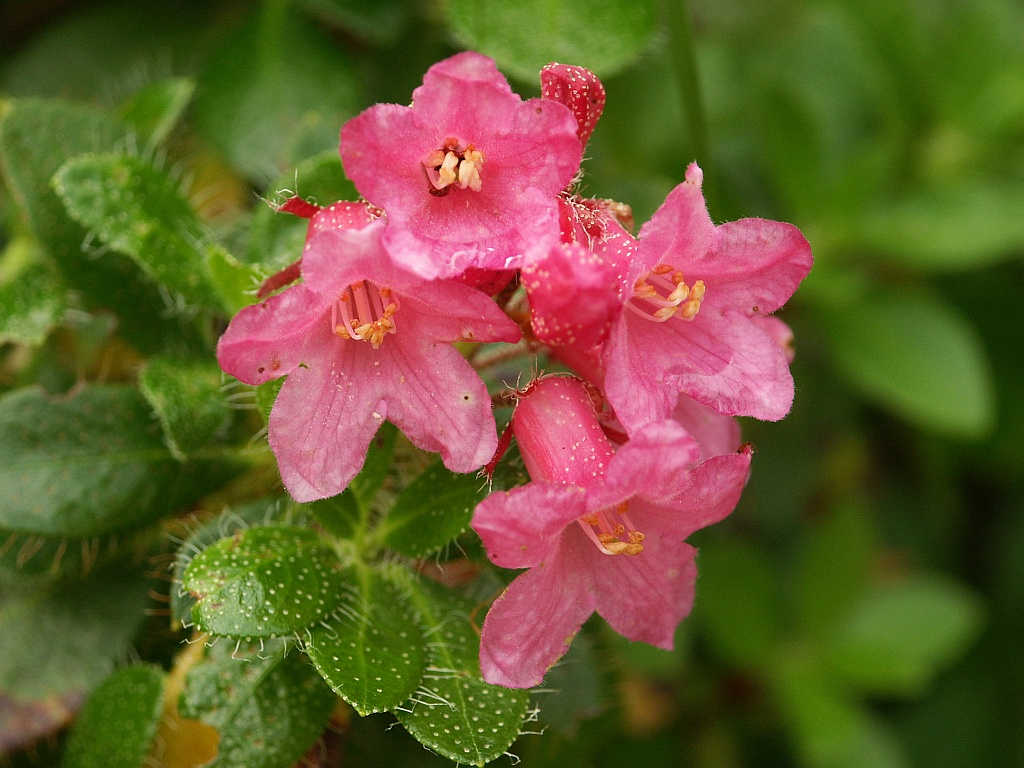
virágai
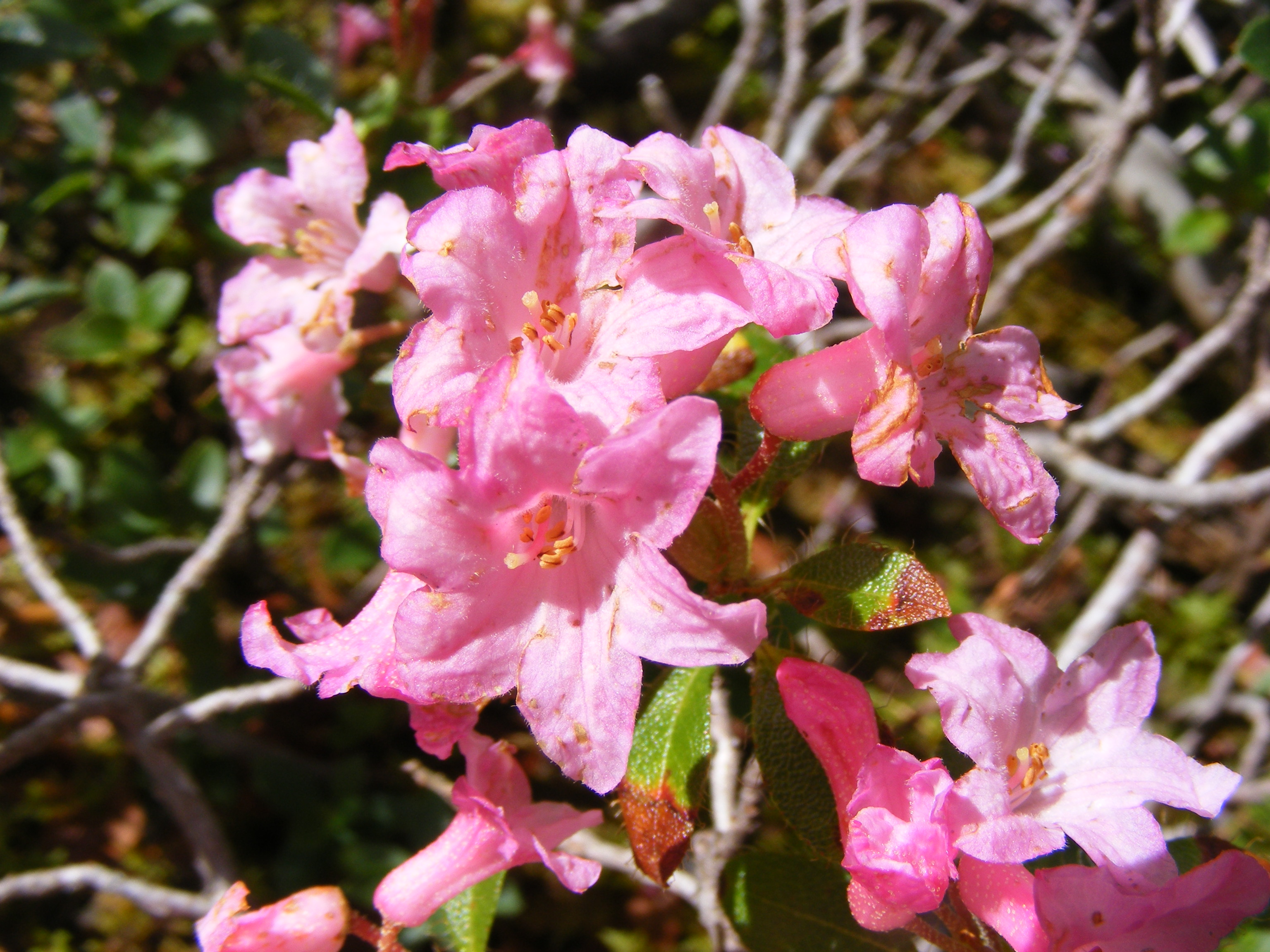
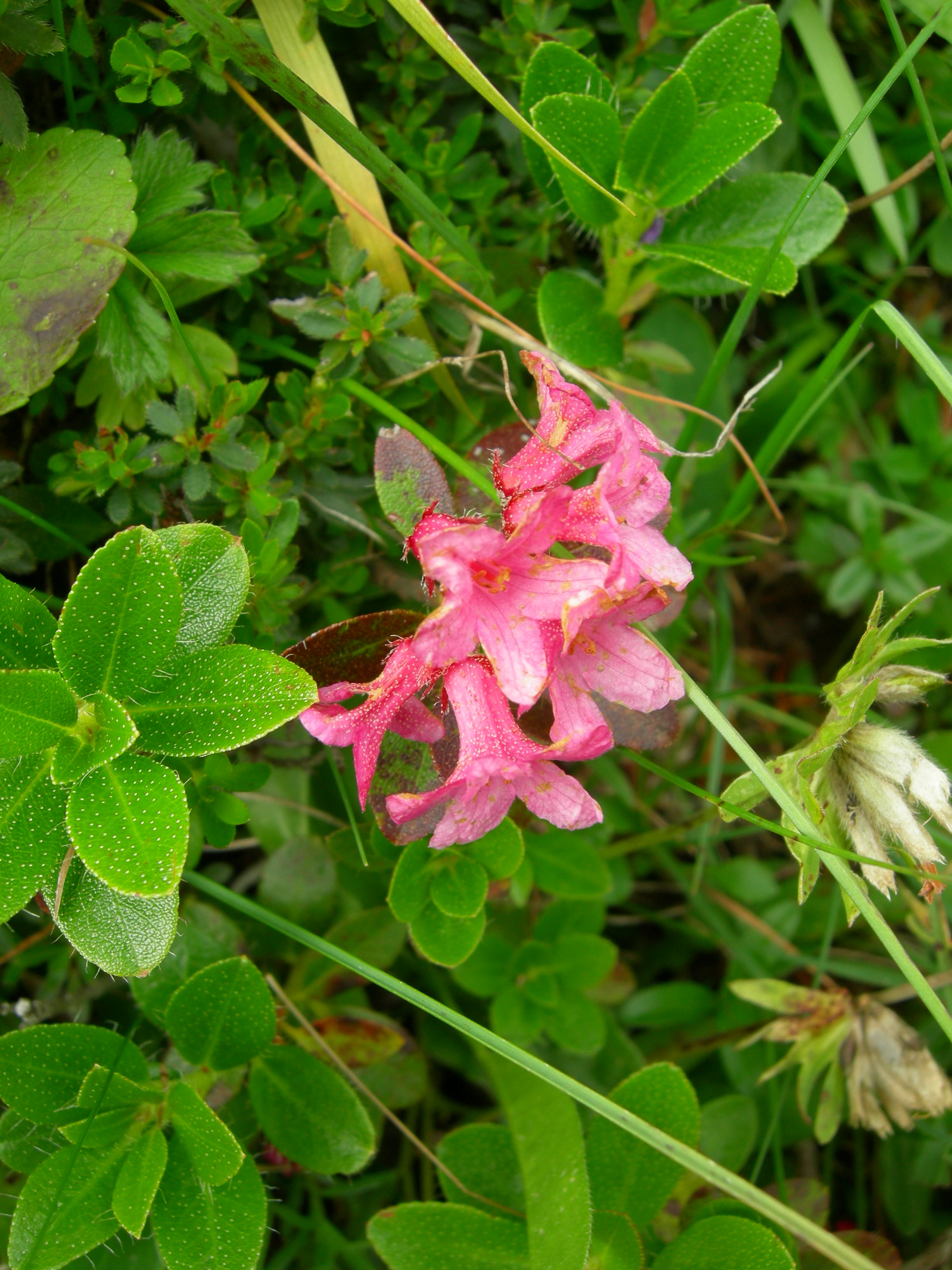
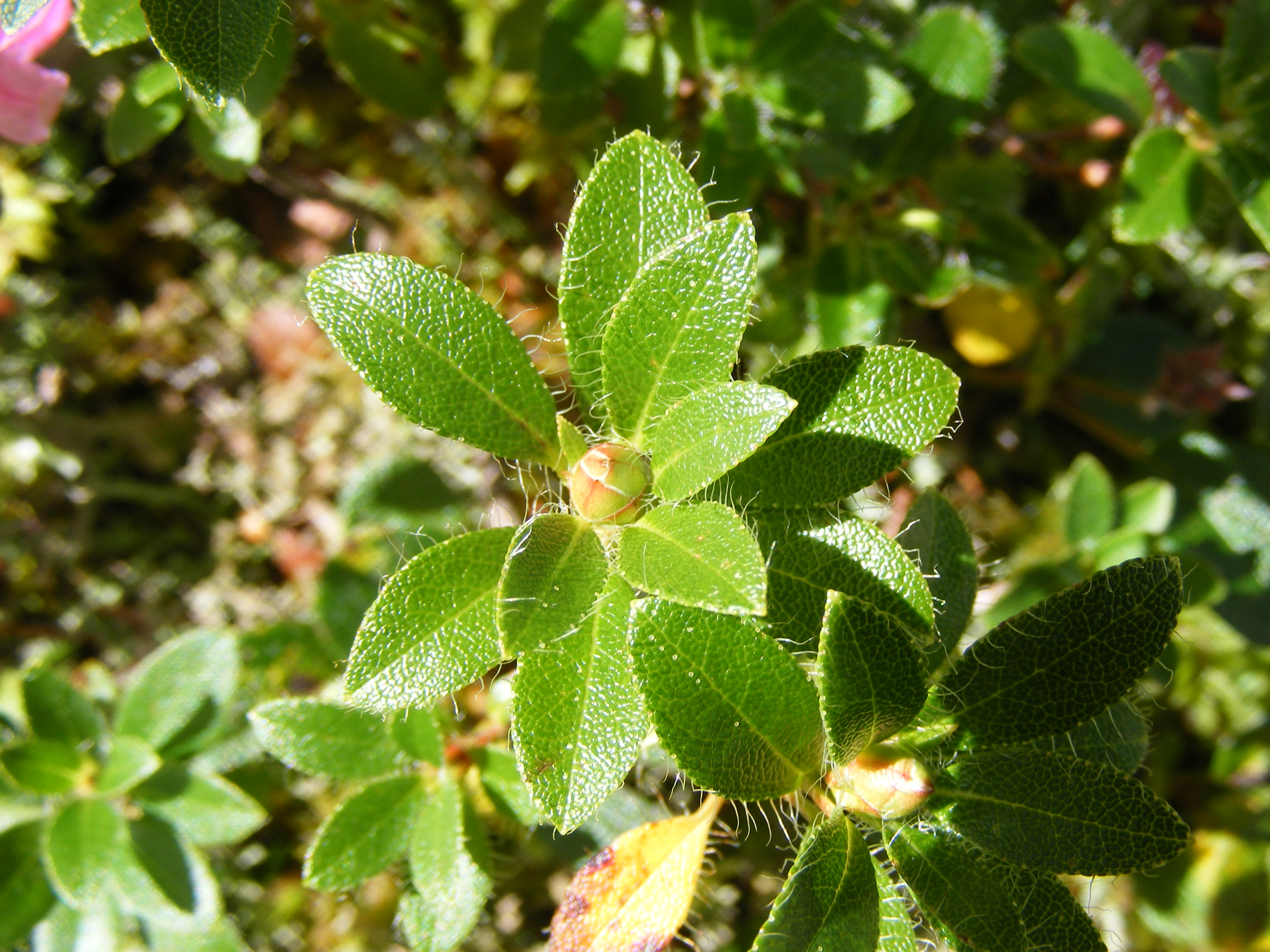
levelei
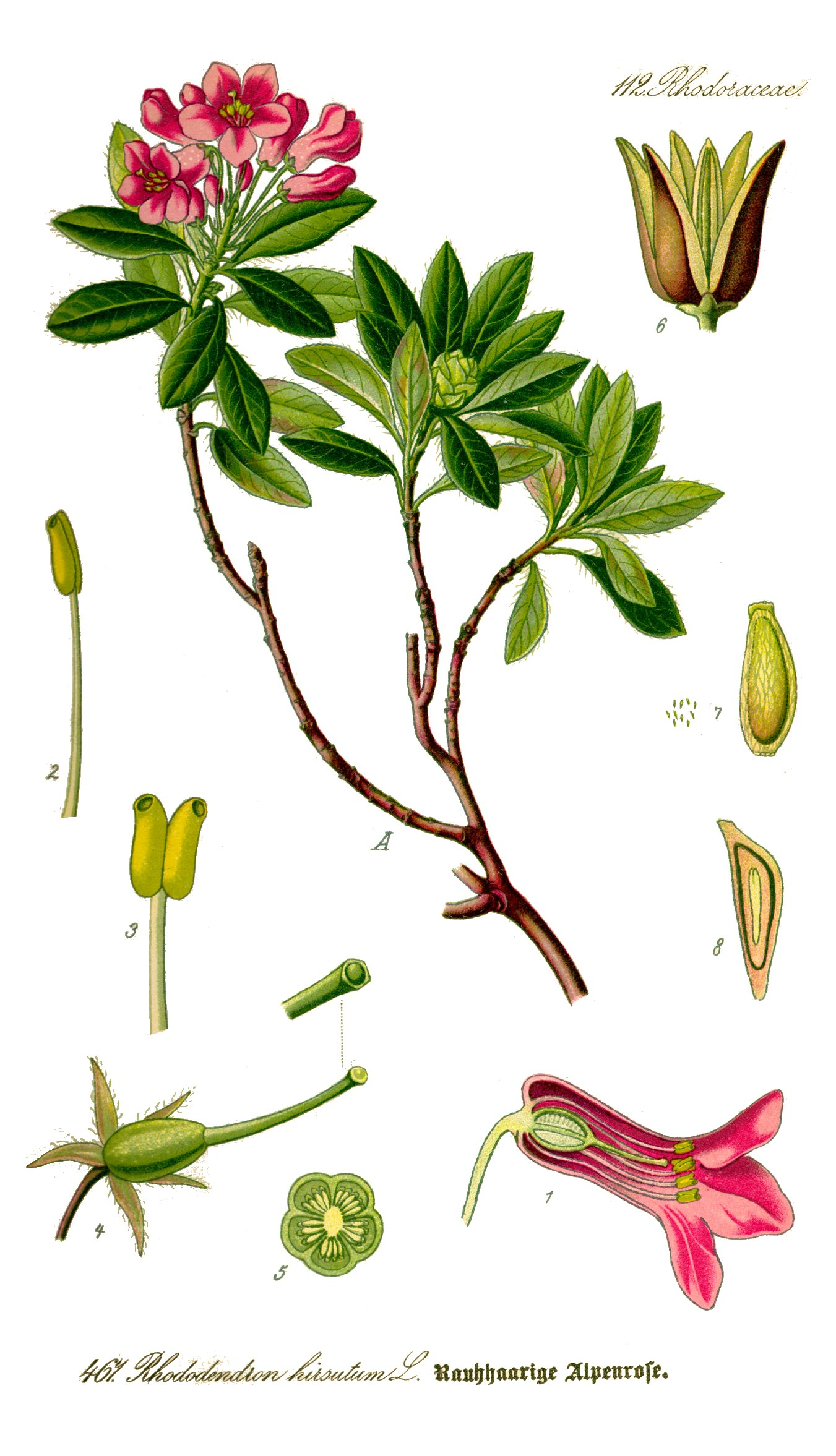
rajz a növényről